# The Servant Girl's Legacy
The Servant Girl's Legacy é um curta-metragem mudo norte-americano, realizado em 1914, do gênero comédia, estrelado por Mabel Paige com o ator cômico Oliver Hardy.

## Elenco
- Mabel Paige - Mandy Spraggs
- Oliver Hardy - Cy (como Babe Hardy)
- Ed Lawrence - Pa
- Eloise Willard - Ma
- Marguerite Ne Moyer - Bess
- Frances Ne Moyer - Grace
- Raymond McKee - Tim
- Royal Byron - Jim
- Bert Tracy - mensageiro